# Babin (obwód rówieński)
Babin (ukr. Бабин) – wieś na Ukrainie, w obwodzie rówieńskim, w rejonie rówieńskim. W 2001 liczyła 2394 mieszkańców, wśród których 2358 wskazało jako ojczysty język ukraiński, 32 rosyjski, 2 białoruski, 1 polski, a 1 inny. W 2025 liczyła 2232 mieszkańców.
Tak jak cały obecny obwód rówieński, wieś znajdowała się w granicach II RP, wchodząc w skład województwa wołyńskiego, powiat rówieński, gmina Buhryń.